# یون ولس
یون ولس (انگلیسی: Ion Vélez؛ زادهٔ ۱۷ فوریهٔ ۱۹۸۵) بازیکن فوتبال اهل اسپانیا است.
از باشگاه‌هایی که در آن بازی کرده‌است می‌توان به باشگاه فوتبال هرکولس، باشگاه فوتبال دپورتیوو آلاوس، باشگاه فوتبال نومانسیا، باشگاه فوتبال میراندس، باشگاه فوتبال اتلتیک بیلبائو، باشگاه فوتبال ژیرونا، و باشگاه فوتبال اتلتیک بیلبائو بی اشاره کرد.